# Светско првенство у кошарци 2019 — група М
Група М на Светском првенству у кошарци за 2019. представља фазу разигравања на Светском првенству у којој ће разигравање играти четири тима, два најгорепласирана тима из групе А и два из групе Б. Преносе се резултати против тимова који су се такође квалификовали. Тимови ће играти против тимова из групе са којом се раније нису сусретали, играће се укупно две утакмице по екипи, а све утакмице су игране у Спортском центру Гуангџоу, Гуангџоу. Након одигравања свих утакмица, првопласирани тим ће бити распоређен од 17. до 20. места, другопласирани тим од 21. до 24. места, трећепласирани тим од 25. до 28. места, а четвртопласирани тим 29. до 32. места.

## Квалификовани тимови
| Група | Трећепласирани | Четвртопласирани |
| ----- | -------------- | ---------------- |
| А     | Кина           | Обала Слоноваче  |
| Б     | Нигерија       | Јужна Кореја     |

## Пласман (Табела)
| Поз. | Табела групе М  | ИГ | Д | И | П+  | П-  | Разл. | Бод. | Коментари                       |
| ---- | --------------- | -- | - | - | --- | --- | ----- | ---- | ------------------------------- |
| 1.   | Нигерија        | 5  | 3 | 2 | 435 | 381 | +54   | 8    | Распоред од 17. до 20. позиције |
| 2.   | Кина (Д)        | 5  | 2 | 3 | 355 | 365 | -10   | 7    | Распоред од 21. до 24. позиције |
| 3.   | Јужна Кореја    | 5  | 1 | 4 | 361 | 438 | -77   | 6    | Распоред од 25. до 28. позиције |
| 4.   | Обала Слоноваче | 5  | 0 | 5 | 326 | 400 | -74   | 5    | Распоред од 29. до 32. позиције |

## Утакмице

### Нигерија vs. Обала Слоноваче
| 6. септембар 2019. 16:00 | Boxscore | Нигерија                                                | 83 : 66 | Обала Слоноваче                        | Спортски центар Гуангџоу, Гуангџоу Судије: Јоргос Порсанидис, Кришна Домингез, Маркос Мичаелидес |  |
| 6. септембар 2019. 16:00 | Boxscore | Четвртине: 24:18, 13:17, 26:11, 20:20                   |         |                                        | Спортски центар Гуангџоу, Гуангџоу Судије: Јоргос Порсанидис, Кришна Домингез, Маркос Мичаелидес |  |
| 6. септембар 2019. 16:00 | Boxscore | Поени: Винсент 15 Скокови: Диогу 9 Асистенције: Окоги 5 |         | Томпсон 19 Томпсон 9 Диабате, Фофана 4 | Спортски центар Гуангџоу, Гуангџоу Судије: Јоргос Порсанидис, Кришна Домингез, Маркос Мичаелидес |  |

### Кина vs. Јужна Кореја
| 6. септембар 2019. 20:00 | Boxscore | Кина                                                    | 77 : 73 | Јужна Кореја                       | Спортски центар Гуангџоу, Гуангџоу Судије: Мајкл Вејланд, Карстен Страуб, Џејмс Бојер |  |
| 6. септембар 2019. 20:00 | Boxscore | Четвртине: 19:18, 16:14, 19:20, 23:21                   |         |                                    | Спортски центар Гуангџоу, Гуангџоу Судије: Мајкл Вејланд, Карстен Страуб, Џејмс Бојер |  |
| 6. септембар 2019. 20:00 | Boxscore | Поени: Гуо, Зао Р. 16 Скокови: Зу 15 Асистенције: Гуо 5 |         | Ретлиф 21 Ретлиф 12 Парк, Ким С. 4 | Спортски центар Гуангџоу, Гуангџоу Судије: Мајкл Вејланд, Карстен Страуб, Џејмс Бојер |  |

### Обала Слоноваче vs. Јужна Кореја
| 8. септембар 2019. 14:00 | Boxscore | Обала Слоноваче                                      | 71 : 80 | Јужна Кореја               | Спортски центар Гуангџоу, Гуангџоу Судије: Кришна Домингез, Џејмс Бојер, Арнауд Ком Њило |  |
| 8. септембар 2019. 14:00 | Boxscore | Четвртине: 14:18, 16:32, 17:16, 24:14                |         |                            | Спортски центар Гуангџоу, Гуангџоу Судије: Кришна Домингез, Џејмс Бојер, Арнауд Ком Њило |  |
| 8. септембар 2019. 14:00 | Boxscore | Поени: Абоуо 15 Скокови: Фофана 7 Асистенције: Еди 4 |         | Ретлиф 26 Ретлиф 16 Парк 6 | Спортски центар Гуангџоу, Гуангџоу Судије: Кришна Домингез, Џејмс Бојер, Арнауд Ком Њило |  |

### Кина vs. Нигерија
| 8. септембар 2019. 20:00 | Boxscore | Кина                                            | 73 : 86 | Нигерија                 | Спортски центар Гуангџоу, Гуангџоу Судије: Мајкл Вејланд, Јоргос Порсанидис, Карстен Страуб |  |
| 8. септембар 2019. 20:00 | Boxscore | Четвртине: 21:19, 10:16, 20:25, 22:26           |         |                          | Спортски центар Гуангџоу, Гуангџоу Судије: Мајкл Вејланд, Јоргос Порсанидис, Карстен Страуб |  |
| 8. септембар 2019. 20:00 | Boxscore | Поени: Ји 27 Скокови: Ванг 7 Асистенције: Сун 9 |         | Окоги 18 Амину 8 Амину 6 | Спортски центар Гуангџоу, Гуангџоу Судије: Мајкл Вејланд, Јоргос Порсанидис, Карстен Страуб |  |